# Moribala
Moribala of Moribila is een gemeente (commune) in de regio Ségou in Mali. De gemeente telt 11.500 inwoners (2009).
De gemeente bestaat uit de volgende plaatsen:
- Diolo Kafono

- Diolo Kagoua
- Diolo Kalanga
- Kolosso
- Konosso
- Mikankan
- Moribala-Kafono
- Moribala-Kagoua
- N'Gorosso
- Nagaziela
- Nangounso
- Nankan
- Nianziekan
- Tieken
- Togosso
- Zounoukan